# Монтана (Болгария)
Монтана (болг. Монтана) — город в Болгарии на берегу реки Огоста. Находится в Монтанской области, входит в общину Монтана.

## Названия города
- 15 в. — 1877 — Кутловча
- 1877—1890 — Кутловица
- 1890—1945 — Фердинанд (в честь правящего князя Болгарии Фердинанда I)
- 1945—1993 — Михайловград (в честь погибшего в 1944 году коммуниста Христо Михайлова)
- с 1993 — Монтана (по историческому имени города, данному ему римлянами)[2].

## Численность населения
| Год  | Население |
| ---- | --------- |
| 1985 | 51 595    |
| 1992 | 52 476    |
| 2000 | 49 447    |
| 2005 | 47 414    |
| 2010 | 44 602    |
| 2015 | 40 293    |
| 2020 | 37 122    |

## Политическая ситуация
Должность кмета (мэра) общины Монтана с 1999 года занимает Златко Софрониев Живков.

## Города-побратимы
- Альпиньяно, Италия
- Банска-Бистрица, Словакия
- Бялогард, Польша
- Вране, Сербия
- Градец-Кралове, Чехия
- Дзержинский, Россия
- Житомир, Украина
- Иньчуань, Китай
- Каракал, Румыния
- Медияна, Сербия
- Пирот, Сербия
- Фонтен-Веркор, Франция
- Шмалькальден, Германия[5]

## Ссылки

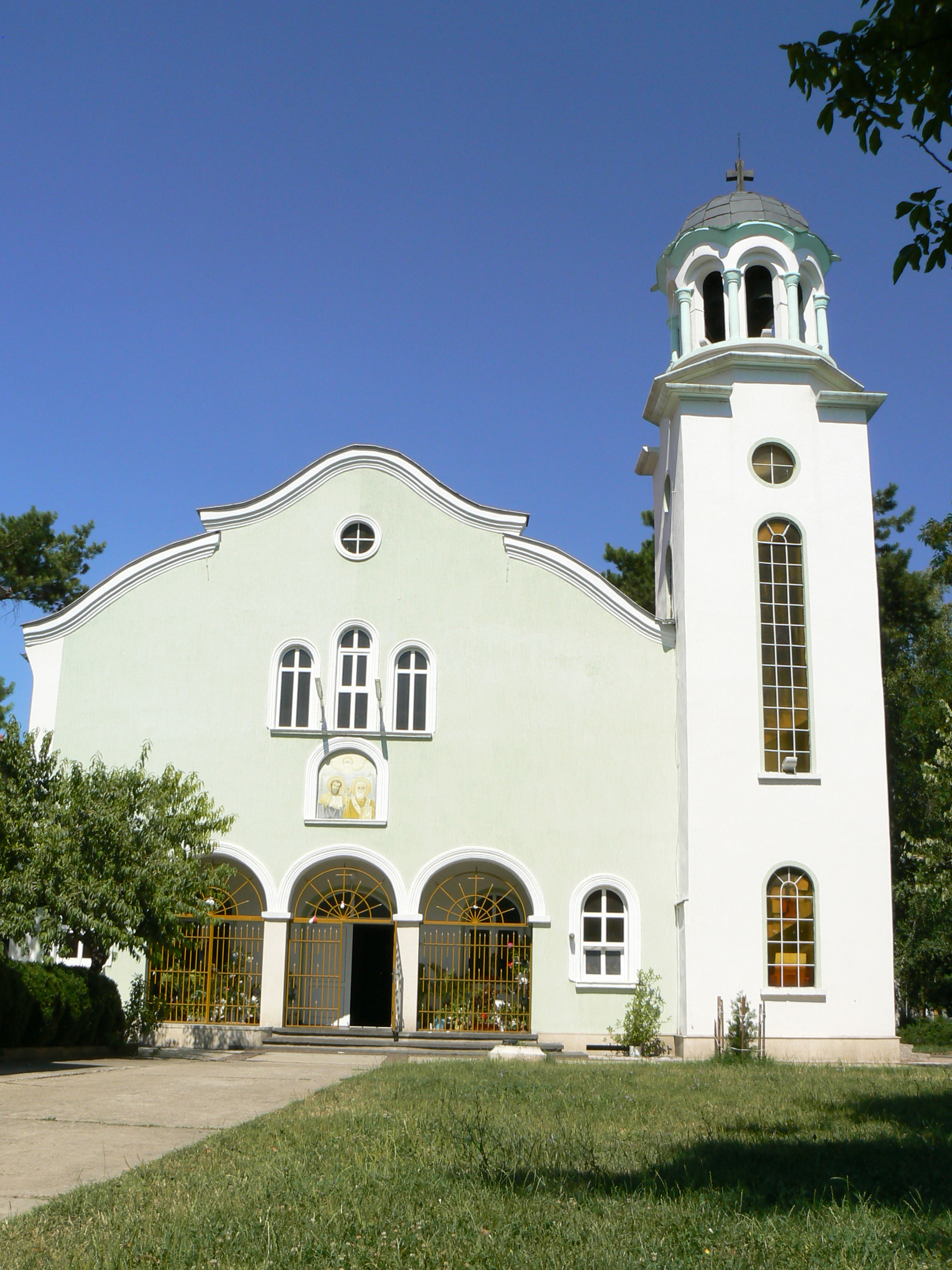
Церковь святых Кирилла и Мефодия